# Уньон-Хуарес
Уньон-Хуарес (исп. Unión Juárez) — посёлок в Мексике, штат Чьяпас, входит в состав одноимённого муниципалитета и является его административным центром. Численность населения, по данным переписи 2020 года, составила 2987 человек.

## Общие сведения
Поселение было основано в 1867 году на территории общины Эль-Сапоте.
18 октября 1870 года губернатор Хосе Панталеон Домингес присвоил поселению статус посёлка с названием Unión Juárez (с исп. — «Союз Хуареса») — в честь национального героя, президента Бенито Хуареса.
В 1968 году построена асфальтированная дорога до Какаоатана.